# Leubsdorf (Szászország)
Leubsdorf település Németországban, azon belül Szászország tartományban. Lakosainak száma 3222 fő (2023. december 31.). Leubsdorf Oederan és Grünhainichen községekkel határos.

## Népesség
A település népességének változása:
| Lakosok száma | 3510 | 3348 | 3316 | 3273 | 3265 | 3222 |
|               | 2014 | 2017 | 2019 | 2021 | 2022 | 2023 |